# 埃德蒙·科嫩
埃德蒙·科嫩（德語：Edmund Conen，1914年11月10日—1990年3月5日），德国男子足球运动员，场上位置是前锋，1934年加入国家队。他曾代表德国国家队参加1934年国际足联世界杯，结果获得季军。